# Kapossy János
Kapossy János (Szombathely, 1894. október 4. – Budapest, 1952. december 14.) magyar levéltáros, művészettörténész, egyetemi tanár, a Magyar Országos Levéltár igazgatója.

## Élete
Szülei: Kapossy István és Graits Róza voltak. Középiskolai tanulmányait szülővárosában végezte el. A budapesti tudományegyetemen tanult bölcsészetet. 1915-ben katonának állt. Olasz hadifogságba került, és 1920-ban tért haza. 1922-ben fejezte be az egyetemet. 1922-ben a Magyar Országos Levéltárnál kezdett dolgozni. 1929-ben a budapesti egyetemen magántanári képesítést szerzett. 1950-ben nyugdíjba vonult.
Kutatásai során a magyarországi barokk művészet számos fontos kérdését világította meg; jelentős szerepe volt az állami levéltárak alapleltározási rendszerének kidolgozásában.

## Művei
- A szombathelyi székesegyház és mennyezetképei (Budapest, 1922)
- F. A. Hillebrandt (Budapest, 1924)
- A. m. kir. udv. kamara építészei Mária Terézia és II. József korában (Budapest, 1924)
- Maulbertsch sümegi freskóműve (Budapest, 1930)
- A magyarországi barokk európai helyzete (Budapest, 1931)
- Magyarországi ötvösök a XVIII–XIX. sz.-ban (Budapest, 1934)
- J. G. Leithner (Budapest, 1938)
- Magyar művészeti akadémia terve a XVIII. sz.-ban (Budapest, 1941)
- Maulbertsch a szombathelyi püspöki palotában (Szombathely, 1943)
- 1900 év művészete Szavaria fórumán (Budapest, 1944)